# Thièvres (Somma)
Thièvres – miejscowość i gmina we Francji, w regionie Hauts-de-France, w departamencie Somma.
Według danych na rok 1990 gminę zamieszkiwało 46 osób, a gęstość zaludnienia wynosiła 13 osób/km² (wśród 2293 gmin Pikardii Thièvres plasuje się na 951. miejscu pod względem liczby ludności, natomiast pod względem powierzchni na miejscu 1009.).